# Paulus Klüpfel

Paulus Klüpfel

Paulus Klüpfel (* 27. September 1876 in Schonungen, Unterfranken; † 29. Juli 1918 in Berlin) war ein ehemaliger römisch-katholischer Priester und gehörte mit Georg Blumenthal zu den frühen Mitarbeitern des deutsch-argentinischen Kaufmanns und Wirtschaftsreformers Silvio Gesell. Die Begriffe „Freiwirtschaft“ und „Freigeld“ im Zusammenhang der Gesell'schen Lehre gehen auf ihn zurück. Der von ihm ins Leben gerufene Freiland-Freigeld-Bund war eine der ersten Organisationen der von Gesell inspirierten Bewegung. 
Klüpfel verband christlich-philosophische Anschauungen mit den geld- und bodenpolitischen Reformideen der Natürlichen Wirtschaftsordnung (NWO) Gesells. Er gilt deshalb neben Johannes Ude als einer der Gründerväter des religiösen Flügels der Freiwirtschaft, der heute durch die Vereinigung Christen für gerechte Wirtschaftsordnung repräsentiert wird.

## Leben und Werk

Klüpfel als römisch-katholischer Priester (vor 1914)

Paulus Klüpfel wuchs in einfachen Verhältnissen auf, konnte aber aufgrund besonderer Umstände eine weiterführende Schule besuchen, dort die Reifeprüfung ablegen und im Anschluss ein römisch-katholisches Theologiestudium absolvieren. Über seine Jugend- und Studienzeit ist wenig bekannt. Er selbst schrieb darüber: „Mein Bubenleben war wie jedes andere, mein Studentenleben wirr und bedeutungslos.“ Er wirkte zunächst für kurze Zeit in der Sozialfürsorge und wurde anschließend zum Benefiziaten der römisch-katholischen Kirchengemeinde St. Bartholomäus Pottenstein in Oberfranken berufen. Die Stelle, zu der ein kleines Pfarrhaus nebst Garten gehörte, war knapp besoldet. Die Anforderungen, die an ihn gestellt wurden, waren allerdings auch überschaubar und ließen dem Benefiziaten ausreichend Zeit, sich mit Meister Eckharts mystischer Schau, fernöstlicher Philosophie und schöngeistiger Literatur zu beschäftigen. In seinem Arbeitszimmer fanden sich auch Werke des jüdischstämmigen Philosophen Henri Bergson, des gesellschaftskritischen Schriftstellers Wilhelm Raabes sowie des Volkswirtschaftlers und Protagonisten der Sozialen Marktwirtschaft Walter Eucken. Seine an gute Freunde adressierten Briefe aus dieser Zeit machen deutlich, dass sich in ihm – nicht zuletzt durch die literarische Begegnung mit den erwähnten Autoren – eine innere Wandlung vollzog. Er wollte kein „bloßer Wortprediger“ mehr sein und forderte für sich ein „Christentum der Tat“, das er auch „Weltarbeit“ nannte. Die Aufgaben, vor die er sich damit gestellt sah, konnten aus seiner Sicht nicht mehr in den engen Mauern der Kirche angegangen werden: „Ich muß von der Kanzel herunter und ins Volk gehen.“

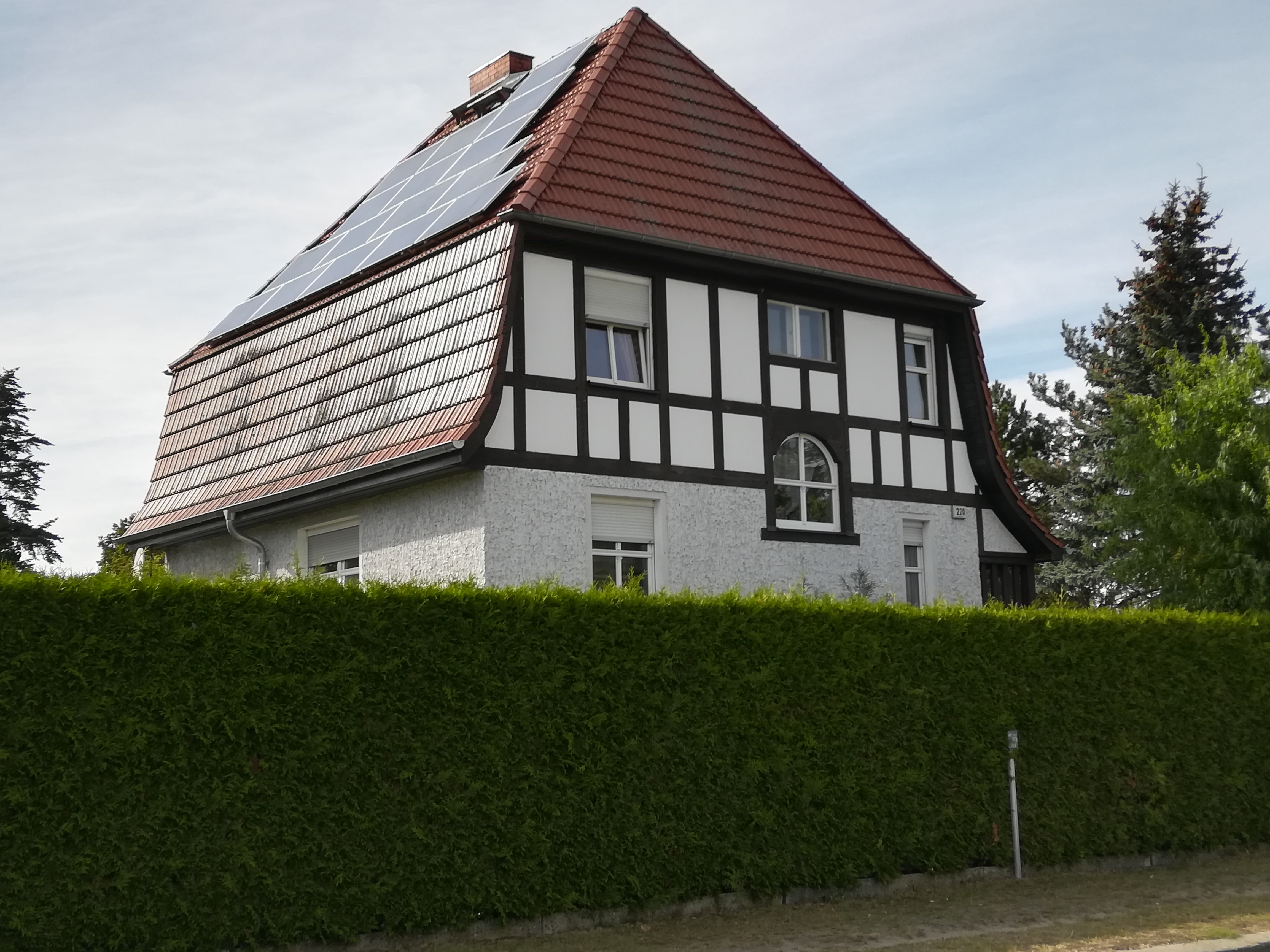
Wohnhaus Gesells in der Eden-Siedlung, das auch zeitweilig Klüpfels Zuhause war

Im Laufe des Jahres 1914 – so lassen es die Angaben zum Absendeort seiner Freundesbriefe vermuten – verzog Paulus Klüpfel nach Berlin. Seinem Umzug war eine intensive aber letztendlich unerfüllte Liebesbeziehung zu Anna Seberich, einer jungen Pottensteiner Lehrerin, vorausgegangen. Er hatte vergeblich gehofft, sie würde ihn nach Berlin begleiten. Beide blieben aber anscheinend dennoch in Kontakt. Anna gehörte ab 1916 oder 1917 zu dem kleinen Kreis Berliner Mitarbeiterinnen, die Paulus Klüpfel in seiner Arbeit unterstützten.
Seinen Lebensunterhalt verdiente Klüpfel zunächst als Firmenangestellter. In seiner Freizeit beschäftigte er sich intensiv mit dem Thema Bodenreform. Er besuchte Vorträge Adolf Damaschkes und Franz Oppenheimers. Über Letzteren trat er mit Georg Blumenthal und dem von ihm ins Leben gerufenen Verein für physiokratische Politik in Kontakt. Dort erhielt er Schriften Silvio Gesells, die ihn veranlassten, mit dem Autor persönlich in Kontakt zu treten. In einem an Gesell adressierten Brief heißt es schließlich: „Seit Jahren tappe ich in allen Fächern der Wirtschaftslehre herum, lediglich aus dem Bedürfnis, Sinn und Zusammenhang zu begreifen. Umsonst! [...] Jetzt [nachdem er die erwähnten Schriften Gesells gelesen hatte] muß ich sehen, daß unsere Wirtschaft noch gar keine Wirtschaft ist. Sondern erst eine werden muß – aber gottlob auch eine werden kann!“ Klüpfel erhielt eine Einladung in die Eden-Siedlung bei Oranienburg, wo Gesell seit 1911 ein Wohnhaus auf einem Pachtgrundstück besaß. Nach einer kurzen Kennenlernphase zog Klüpfel bei Silvio Gesell ein und wurde dessen Privatsekretär. Er ordnete Unterlagen, las und korrigierte die Gesell'schen Manuskripte, darunter dessen Entwurf der utopischen Freiland-Freigeld-Geschichte Barataria. Von einer Veröffentlichung riet Klüpfel ihm allerdings dringend ab.
Zu Pfingsten 1915 erschien ein von Gesell und Klüpfel gemeinsam verfasstes Flugblatt mit dem Titel Deutsches Freiland. Klüpfels Anteil an dieser Schrift wird vor allem dort sichtbar, wo theologisch argumentiert und begründet wird. So heißt es dort zum Beispiel, dass es ein „am ewigen Gottesthron verankertes Menschenrecht auf den Erdboden“ gäbe. Auch enthält der Text biblische Anspielungen, die auf Klüpfel zurückgehen. So hätten die Grundherren zwar die Welt gewonnen, aber an ihrer Seele Schaden erlitten. Hier klingt das von Jesus erzählte Gleichnis vom reichen Kornbauern an. Obwohl Klüpfel der verfassten Kirche den Rücken gekehrt hatte, blieb er in seinem Denken und Handeln auf Gott bezogen. Er gilt daher als früher Vertreter des religiösen Flügels der Freiwirtschaftsbewegung. Er verband die Religionsphilosophie des Fernen Ostens mit christlicher Ethik und distanzierte sich sowohl vom Eigennutzdenken als auch von der Übertragung darwinistischer Grundsätze auf die Natürliche Wirtschaftsordnung; beide Ansätze fanden sich bis dahin innerhalb der freiwirtschaftlichen Bewegung und wurden auch von Silvio Gesell vertreten. Mit seiner im Christentum verankerten Eheauffassung stand Klüpfel ebenfalls gegen die von Gesell und den Physiokraten propagierte freie Liebe.

Klüpfel zwischen Mitpatienten (wenige Wochen vor seinem Tod)

Brief Gustav Landauers an Paulus Klüpfel (S. 1; Mai 1915)

Brief Gustav Landauers an Paulus Klüpfel (S. 2)

Mitte des Jahres 1915 gründete Paulus Klüpfel den Freiland-Freigeld-Bund (FFB), der zu den frühen Vereinigungen innerhalb der von Gesell ins Leben gerufenen Reformbewegung gehörte und sich 1919 mit dem Bund für Freiwirtschaft zum Deutschen Freiland-Freigeld-Bund (DFFB) zusammenschloss. Zu den Gründungsmitgliedern des FFB gehörten Marie Meixner und Hertha Holtze-Ritter, zwei Lehrerinnen, die der Frauenrechtsbewegung verbunden waren. Der FFB verstand sich als eine parteipolitisch neutrale Bewegung. Zielgruppe des FFB war primär der gesellschaftliche Mittelstand, der für die Natürliche Wirtschaftsordnung Silvio Gesells gewonnen werden sollt.
Noch 1915 erhielt Paulus Klüpfel den Gestellungsbefehl. Ein Einspruch Klüpfels mit dem Hinweis auf seinen früheren Beruf wurde abgelehnt. Aufgrund der Ergebnisse seiner Musterung blieb ihm der Fronteinsatz erspart. Er durfte als Pförtner und Schreiber in einer Berliner Gasmaskenfabrik seinen Militärdienst ableisten. So blieb er zunächst dem FFB erhalten. Er verfasste Broschüren, Artikel und Denkschriften, von den leider nur wenige erhalten geblieben sind. Bemerkenswert sind auch seine Korrespondenzen, darunter die mit Walter Rathenau und die mit Gustav Landauer, der zum Freundeskreis der Freiwirtschaftsbewegung gehörte.
Gegen Ende des Kriegsjahres 1916 gab Silvio Gesell die zweite überarbeitete Auflage seines Hauptwerkes Die Natürliche Wirtschaftsordnung durch Freiland und Freigeld heraus. Paulus Klüpfel schrieb dazu das Vorwort. Neu am Titel der zweiten Auflage war die Hinzufügung „durch Freiland und Freigeld“. Während der Begriff Freiland von Theodor Hertzka und anderen stammte, geht die Bezeichnung Freigeld auf Paulus Klüpfel zurück. Silvio Gesell nannte das von ihm vorgeschlagene Zahlungsmittel Reformgeld, Rostende Banknoten und – sehr selten – auch Schwundgeld. Der Begriff Freiwirtschaft, mit dem bis heute die Gesell'schen Reformideen zusammenfassend bezeichnet werden, wurde ebenfalls von Klüpfel eingeführt. Nach ihm bezeichnen sich die Anhänger Gesells als Freiwirte oder Freiwirtschaftler.
Im letzten Kriegsjahr 1918 begann Paulus Klüpfel mit einem freiwilligen Fasten, das seine ohnehin angegriffene Gesundheit wohl zusätzlich schwächte. Für ihn war der Nahrungsverzicht eine Reaktion auf das „kalte Morden“ an den Fronten. Im Sommer 1918 wurde er mit einer schweren Tuberkulose in ein Berliner Lazarett eingeliefert, wo er Ende Juli verstarb. Die Beisetzung erfolgte auf dem Neuköllner Friedhof hinter der Hasenheide.

## Veröffentlichungen (Auswahl)
- „Innen ist der unendliche Wille der Welt.“ Die Aufzeichnungen des Paulus Klüpfel (1876-1918). Mit Photos, handschriftlichen Gedichten und Briefen (Faksimile) sowie eine Rötelzeichnung von Imre Goth (herausgegeben von Hans Vogt): Selbstverlag: Erlau / Passau 1967.
- Natürliche Wirtschaftsordnung. In: Hans Blüher, Werner Schmid, Benedikt Uhlemayr, Hans Joachim Führer, Paulus Klüpfel und Andere: Silvio Gesell. Zeitgenössische Stimmen zum Werk und Lebensbild eines Pioniers. Rudolf Zitzmann Verlag: Lauf bei Nürnberg 1960. S. 107–112. - Bei dem her abgedruckten Aufsatz handelt es sich um das Vorwort zur 1916 erschienenen 2. Auflage des von Silvio Gesell verfassten Natürliche Wirtschaftsordnung.
- Lohn und Geldentwertung. Verlag Freiland-Freigeld-Bund. Berlin-Steglitz 1919
- Geld und Freigeld. In: Zeitschrift Deutscher Wille. 31. Jahrgang, Ausgabe Nr. 9 / 1918. S. 70–73